# Exposição Mundial de 1998

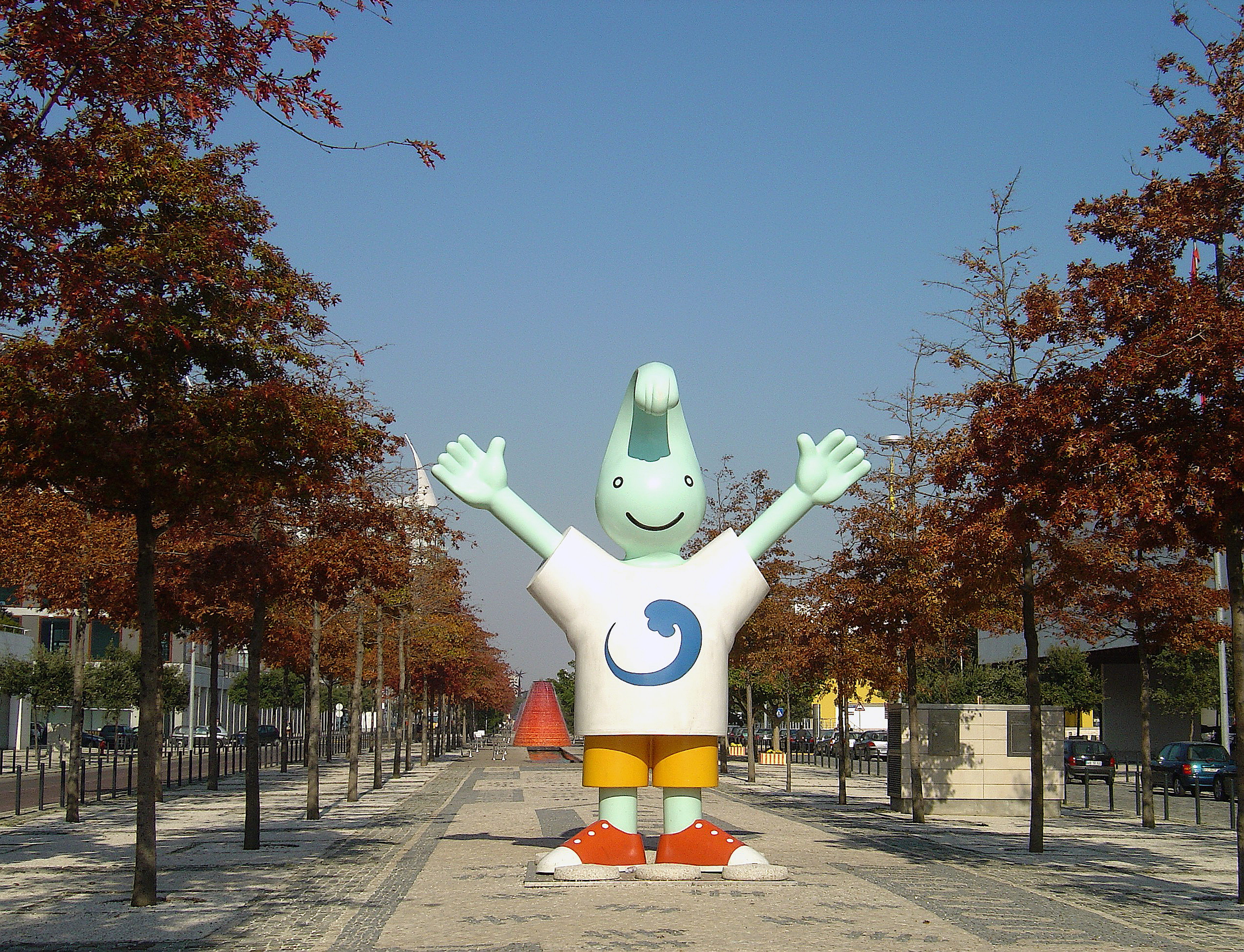
Gil, mascote da EXPO'98.

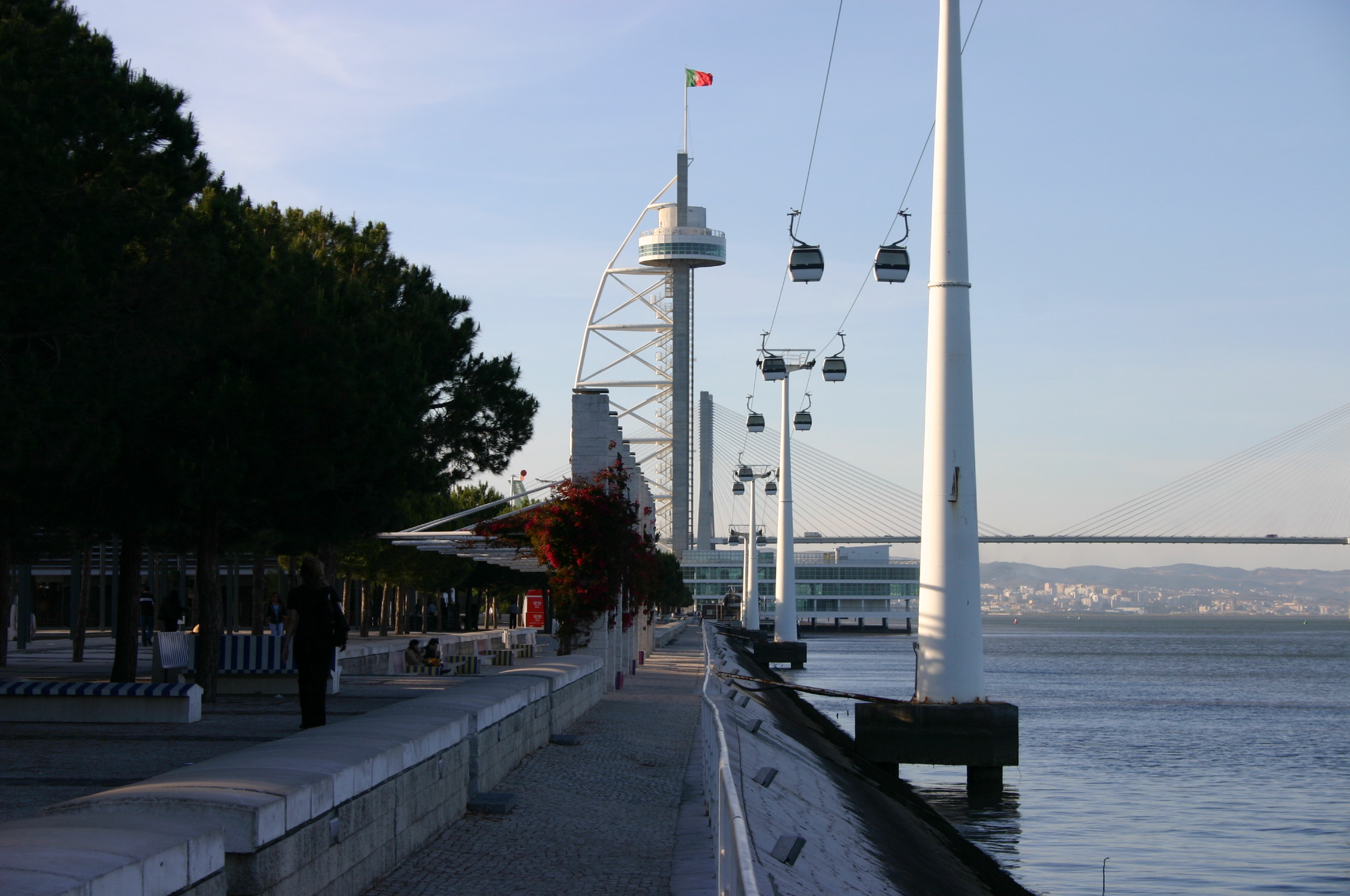
Torre Vasco da Gama Teleférico da Expo.

A EXPO'98, Exposição Mundial de 1998, ou, oficialmente, Exposição Internacional de Lisboa de 1998, cujo tema foi "Os oceanos: um património para o futuro", realizou-se em Lisboa, Portugal de 22 de maio a 30 de setembro de 1998. Teve o propósito de comemorar os 500 anos dos Descobrimentos Portugueses.
A zona escolhida para albergar o recinto foi o limite oriental da cidade junto ao rio Tejo. Foram construídos diversos pavilhões, alguns dos quais ainda permanecem ao serviço dos habitantes e visitantes, integrados no agora designado Parque das Nações, destacando-se o Oceanário (o maior aquário do Mundo com a reprodução de 5 oceanos distintos e numerosas espécies de mamíferos e peixes, do arquiteto Peter Chermayeff) um pavilhão de múltiplas utilizações (o Pavilhão Atlântico, do arquiteto Regino C ruz, posteriormente renomeado para MEO Arena) e um complexo de transportes com metropolitano e ligações ferroviárias (Estação do Oriente, do arquiteto Santiago Calatrava).
A EXPO'98 atraiu cerca de 11 milhões de visitantes, apesar das previsões iniciais apontarem para cerca de 15 milhões, o que veio a justificar algumas opções de gestão de carácter duvidoso, e, acima de tudo, ruinosas para a empresa e seus acionistas. Parte do seu sucesso ficou a dever-se à vitalidade cultural que demonstrou - por exemplo, os seus cerca de 5000 eventos musicais constituíram um dos maiores festivais musicais da história da humanidade. Arquitetonicamente, a Expo revolucionou esta parte da cidade e influenciou as estratégias de requalificação urbana do panorama português - pode dizer-se que o Parque das Nações é um exemplo de requalificação bem-sucedida dum espaço urbano.
A utilização pioneira de ferramentas de design para grandes projetos de arquitetura, engenharia e construção transformou a EXPO'98 num caso de estudo internacional na área do desenho assistido por computador (CAD). O exemplo pegou e outras obras seguiram também a mesma metodologia desta experiência transformada já em «case study».
O pioneirismo da EXPO foi, aliás, ressaltado por um trabalho de reportagem intitulado 'A Tale of Two Cities' publicado na edição de Junho de 1999, da Computer Graphics World (volume 22, n.º 6), a revista de referência internacional do sector.

## Antes da exposição
A ideia de organizar uma Exposição Internacional em Portugal surgiu em 1989 da parte de António Mega Ferreira e Vasco Graça Moura. Ambos estavam à frente da comissão para as comemorações dos 500 anos dos Descobrimentos portugueses liderada Por Francisco Faria Paulino, director do Pavilhão[ligação inativa] de Portugal na Exposição de Sevilha.
Uma vez obtido o apoio do Governo, Mega Ferreira apresentou o projecto ao Bureau International d'Expositions. A candidatura de Lisboa ganhou à de Toronto. Criou-se uma empresa, ParqueExpo' 98, com vista a criar um evento auto-sustentável que obtivesse receitas de bilhetes vendidos e pela venda de terrenos adjacentes à exposição.
O primeiro comissário da EXPO'98 foi António Cardoso e Cunha. Foi substituído em 1996 por José de Melo Torres Campos, já sob o governo do Partido Socialista.

## Construção
Decidiu-se construir a exposição na zona oriental de Lisboa, que vira através dos anos uma degradação crescente. A antiga Doca dos Olivais fora nos anos 40 um contacto privilegiado com o rio onde atracavam hidroaviões, tendo sido denominada de Aeroporto de Cabo Ruivo. Quando os aviões a jacto de longo curso tornaram os hidroaviões obsoletos, a zona passou a ser um terreno industrial que conheceu uma degradação constante ao longo das décadas seguintes. A zona de 50 hectares onde hoje está o recinto era, no fim dos anos oitenta, um campo de contentores, matadouros e indústrias poluentes. Toda a exposição foi construída do zero. A torre da refinaria da Petrogal, única estrutura conservada, ficou como lembrança do espaço antes da intervenção. Houve um grande cuidado para que quase todos os equipamentos do recinto tivessem utilização posterior, evitando assim o seu abandono e a degradação, como aconteceu em Sevilha em 1992.
Em paralelo, lançaram-se grandes obras públicas. Entre as maiores estão a Ponte Vasco da Gama (a maior da Europa à data), uma nova linha de metro com sete estações e uma interface rodo-ferroviário, a Gare do Oriente.
A 9 de Maio de 1998 realiza-se, o ensaio geral, com a presença de cerca de 40 mil pessoas. A iniciativa procurou simular um dia em pleno funcionamento da exposição. A maioria das instalações e pavilhões encontrava-se com obras a decorrer e no espaço público, devido às sugestões dos visitantes, foram colocados mais bebedouros e locais com sombra, sendo visíveis, as alterações no dia 22 de Maio de 1998, aquando do primeiro dia oficial da exposição.

## Bilhetes
Foram emitidos bilhetes de um dia (5.000$00–25 euros), três dias (12.500$00–62,35 euros), e bilhetes diários apenas para a parte da noite (2500$00–12,50 euros). Existia também um passe livre com acesso ilimitado à exposição durante três meses (50.000$00–250 euros).
A Swatch lançou alguns meses antes da exposição o modelo Adamastor, que continha um chip carregado com um bilhete de um dia. Para entrar, bastava encostar o relógio ao sensor presente em todos os molinetes de entrada.

## Música, logótipo e mascote
O tema musical da exposição foi composto em 1996 por Nuno Rebelo. A peça, de seu nome "Pangea" (o nome do super-continente pré-histórico de onde derivaram os continentes actuais), partia de uma base sinfónica de cariz épico (orquestração de Nuno Rebelo e João Lucas, interpretação pela Orquestra Metropolitana de Lisboa) sobre a qual desfilavam apontamentos de várias sonoridades representativas dos quatro cantos do mundo. Entre os músicos que participaram contam-se Pedro Caldeira Cabral (que tocou a guitarra portuguesa, rebab e xiao), Isabel Silvestre (voz), Pedro Joia (guitarra flamenco), José Silva (voz flamenco), Jovens do Hungu (vozes e percussões angolanas), Netos do N'gumbé (vozes e percussões guineenses), Cramol (coro feminino), João Lucas (acordeão), António Duarte (guzheng), Nuno Patrício (didjeridoo), Takile de los Andes (flautas andinas, charango), José Salgueiro (percussões) e o próprio Nuno Rebelo (balafon e outros instrumentos de percussão). Este tema foi usado nos filmes publicitários de promoção da Expo, era tocado diariamente na abertura da Expo 98 e foi ouvido também durante o fogo de artifício que marcou o encerramento da Expo 98.
O logótipo da EXPO'98, representando o mar e o sol, foi concebido por Augusto Tavares Dias, diretor criativo de publicidade.
A mascote foi concebida pelo pintor António Modesto e pelo escultor Artur Moreira. Foi selecionada entre 309 propostas e batizada de Gil (em homenagem a Gil Eanes) por José Luís Coelho, um estudante do ciclo, num concurso que envolveu escolas de todo o país.

## Pavilhões e países participantes

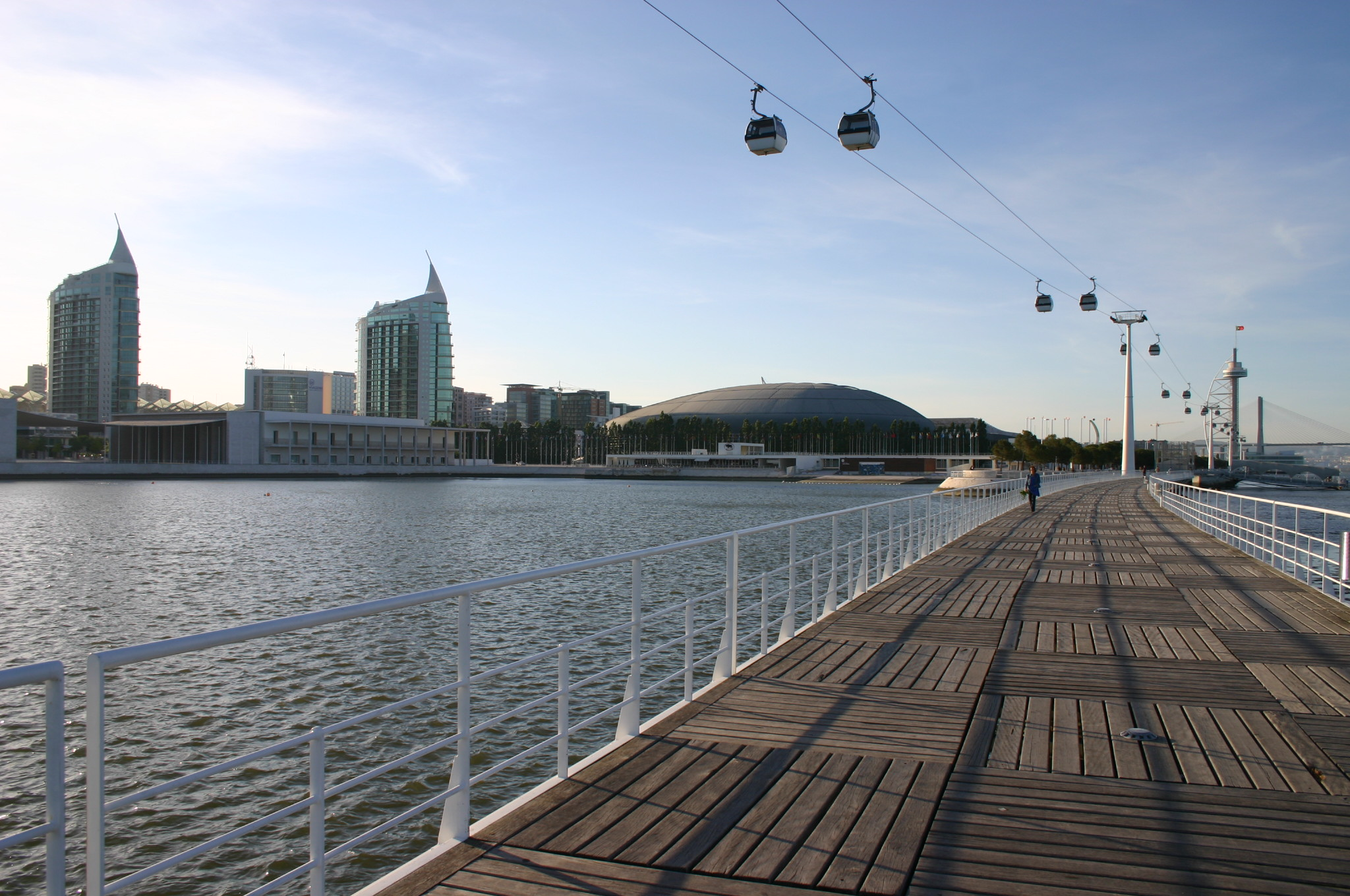
Vista geral do zona central da EXPO'98.

### Pavilhões
Durante a EXPO'98 houve dois tipos de pavilhões; os temáticos da responsabilidade do Parque EXPO (Departamento de Conteúdos), e os pavilhões das Regiões Autónomas, entidades convidadas e patrocinadores.
Pavilhões temáticos:
1. Pavilhão do Futuro
2. Pavilhão da Realidade Virtual
3. Pavilhão da Utopia
4. Pavilhão de Portugal
5. Pavilhão do Conhecimento dos Mares
6. Pavilhão dos Oceanos
7. Pavilhão do Território
8. Pavilhão da Água
9. Exibição Náutica

Outros pavilhões:
1. Pavilhão dos Açores
2. Pavilhão da Guiné-Bissau
3. Pavilhão de Macau
4. Pavilhão da Madeira

### Países participantes
África
África do Sul; Angola; Argélia; Benim; Botsuana; Cabo Verde; Comores; Congo; Costa do Marfim; Jibuti; Egito; Eritreia; Guiné-Bissau; Lesoto; Madagáscar; Maláui; Mali; Marrocos; Maurícia; Mauritânia; Moçambique; Namíbia; Nigéria; Quénia; República Democrática do Congo; São Tomé e Príncipe; Senegal; Seicheles; Essuatíni; Sudão; Tanzânia; Tunísia; Uganda; Zâmbia; Zimbábue.
América
Antígua e Barbuda; Argentina; Bahamas; Barbados; Belize; Bolívia; Brasil; Canadá; Chile; Colômbia; Cuba; Dominica; El Salvador; Equador; Estados Unidos; Granada; Guatemala; Guiana; Honduras; Jamaica; México; Nicarágua; Panamá; Paraguai; Peru; República Dominicana; Santa Lúcia; São Vicente e Granadinas; São Cristóvão e Névis; Suriname; Trinidad e Tobago; Uruguai; Venezuela.
Ásia
Arábia Saudita; Arménia; Bangladexe; Cazaquistão; China; Chipre; Coreia do Sul; Emirados Árabes Unidos; Filipinas; Iémen; Índia; Irão; Israel; Japão; Jordânia; Cuaite; Líbano; Mongólia; Nepal; Palestina; Paquistão; Quirguistão; Sri Lanca; Turquia; Vietname.
Europa
Albânia; Alemanha; Andorra; Áustria; Bélgica; Bielorrússia; Bósnia e Herzegovina; Bulgária; Croácia; Dinamarca; Eslováquia; Eslovénia; Espanha; Estónia; Finlândia; França; Grécia; Holanda; Hungria; Islândia; Itália; Jugoslávia; Letónia; Lituânia; Luxemburgo; Macedónia (atual Macedónia do Norte); Mónaco; Noruega; Ordem de Malta; Polónia; Portugal; Reino Unido; Roménia; Rússia; Santa Sé; São Marino; Suécia; Suíça; Ucrânia.
Oceania
Estados Federados da Micronésia; Ilhas Cook; Ilhas Salomão; Quiribati; Papua-Nova Guiné; Samoa Ocidental; Tonga; Tuvalu.

## Depois da EXPO'98

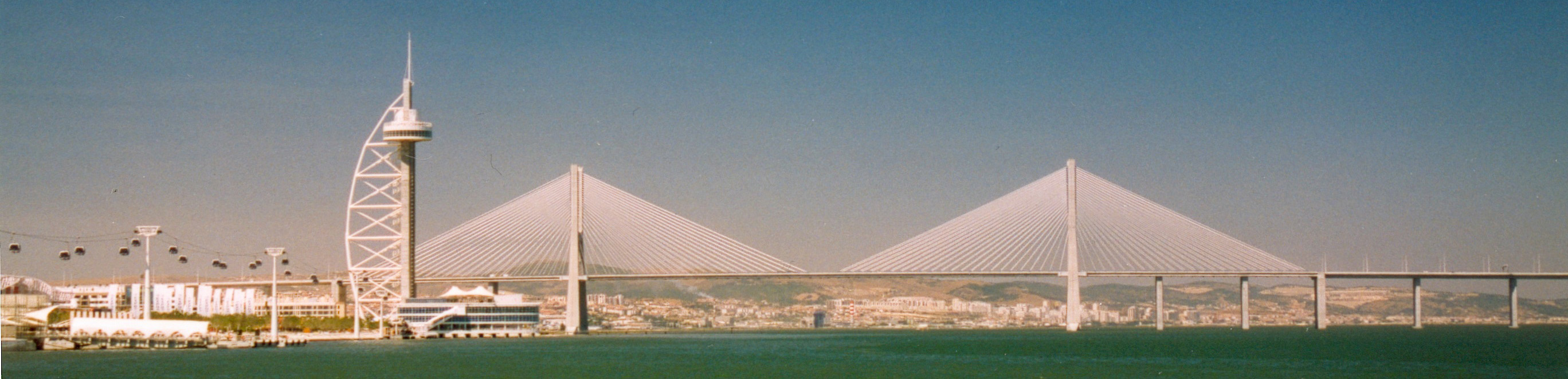
Pormenor da zona norte da EXPO'98, em especial a Torre e a Ponte Vasco da Gama.

A exposição fechou as portas já ao nascer do dia 1 de Outubro de 1998. A última noite viu a maior enchente da sua história, tendo entrado no recinto depois das 20 horas cerca de 215 mil pessoas. A certo ponto da noite, e por razões de segurança, tiveram de ser destrancados os molinetes de acesso, o que faz com que nunca tenha havido um número certo para a quantidade de gente que se concentrou para ver o fogo-de-artifício de encerramento, o maior alguma vez realizado em Portugal.
De 1 a 15 de Outubro de 1998, o recinto esteve fechado ao público. Reabriu, já como Parque das Nações, recebendo nesse primeiro fim-de-semana mais de 100 mil visitantes. O Oceanário, o Pavilhão do Futuro, do Conhecimento dos Mares, permaneceram com as exposições que exibiram durante a EXPO'98 até ao dia 31 de Dezembro de 1998.
Em Fevereiro de 1999 já era possível encontrar algumas alterações no Parque das Nações, tais como:
- A entrada principal, frente à Gare do Oriente, reconvertida para Centro Vasco da Gama, administrado pelo grupo Sonae e inaugurado no final de Abril de 1999.
- A zona internacional norte passou a acolher a Feira Internacional de Lisboa.
- O Pavilhão da Utopia mudou de nome para Pavilhão Atlântico e, agora como Altice Arena, encontra-se apto a acolher grandes eventos de vários tipos (desportivos, musicais, feiras, press-rooms etc.).
- A Torre Vasco da Gama (que posteriormente adaptada para Hotel Myriad by Sana).
- O Pavilhão da Realidade Virtual (já encerrado e demolido).
- O Oceanário de Lisboa.
- O Pavilhão do Conhecimento, que alberga um museu de ciência.
- O Pavilhão do Futuro, hoje transformado no Casino Lisboa.

Muitas zonas do Parque das Nações foram sendo gradualmente vendidas para habitação e escritórios. No fim do processo de venda de terrenos, as receitas tinham superado o custo da exposição em oito vezes.
A zona oriental de Lisboa é hoje o bairro mais moderno da cidade, concentrando áreas comerciais, culturais e de lazer com uma vista privilegiada do rio Tejo. A zona atraiu uma série de instituições e empresas de grande nome, que aí basearam as suas sedes ou representações (Vodafone, Microsoft, Sonaecom SGPS, Sony, etc.). Cerca de 28 mil pessoas habitam nas suas áreas residenciais Norte e Sul, integrando a freguesia do Parque das Nações.